# Sous-région de Forssa
La sous-région de Forssa (finnois : Forssan seutukunta) est une sous-région de Kanta-Häme en Finlande. 
Au niveau 1 (LAU 1) des unités administratives locales définies par l'Union européenne elle porte le numéro 053.

## Municipalités
La sous-région de Forssa est composée des municipalités suivantes :
| Blason             | Municipalité             |
| ------------------ | ------------------------ |
| Forssan vaakuna    | Forssa (ville)           |
| Humppilan vaakuna  | Humppila (municipalité)  |
| Jokioisten vaakuna | Jokioinen (municipalité) |
| Tammelan vaakuna   | Tammela (municipalité)   |
| Ypäjän vaakuna     | Ypäjä (municipalité)     |

## Population
Depuis 1980, l'évolution démographique de la sous-région de Forssa est la suivante,:
| Année      | 1980   | 1985   | 1990   | 1995   | 2000   | 2005   | 2010   | 2015   |
| ---------- | ------ | ------ | ------ | ------ | ------ | ------ | ------ | ------ |
| population | 35 647 | 36 656 | 36 653 | 36 800 | 35 866 | 35 455 | 35 286 | 33 926 |